# Tarachodes smithi
Tarachodes smithi är en bönsyrseart som beskrevs av Rehn 1901. Tarachodes smithi ingår i släktet Tarachodes och familjen Tarachodidae. Inga underarter finns listade i Catalogue of Life.